# Folyami géb
A folyami géb (Neogobius fluviatilis) a sugarasúszójú halak (Actinopterygii) osztályának sügéralakúak (Perciformes) rendjébe, ezen belül a gébfélék (Gobiidae) családjába és a Benthophilinae alcsaládjába tartozó faj.
A Neogobius csontoshal-nem típusfaja.

## Előfordulása

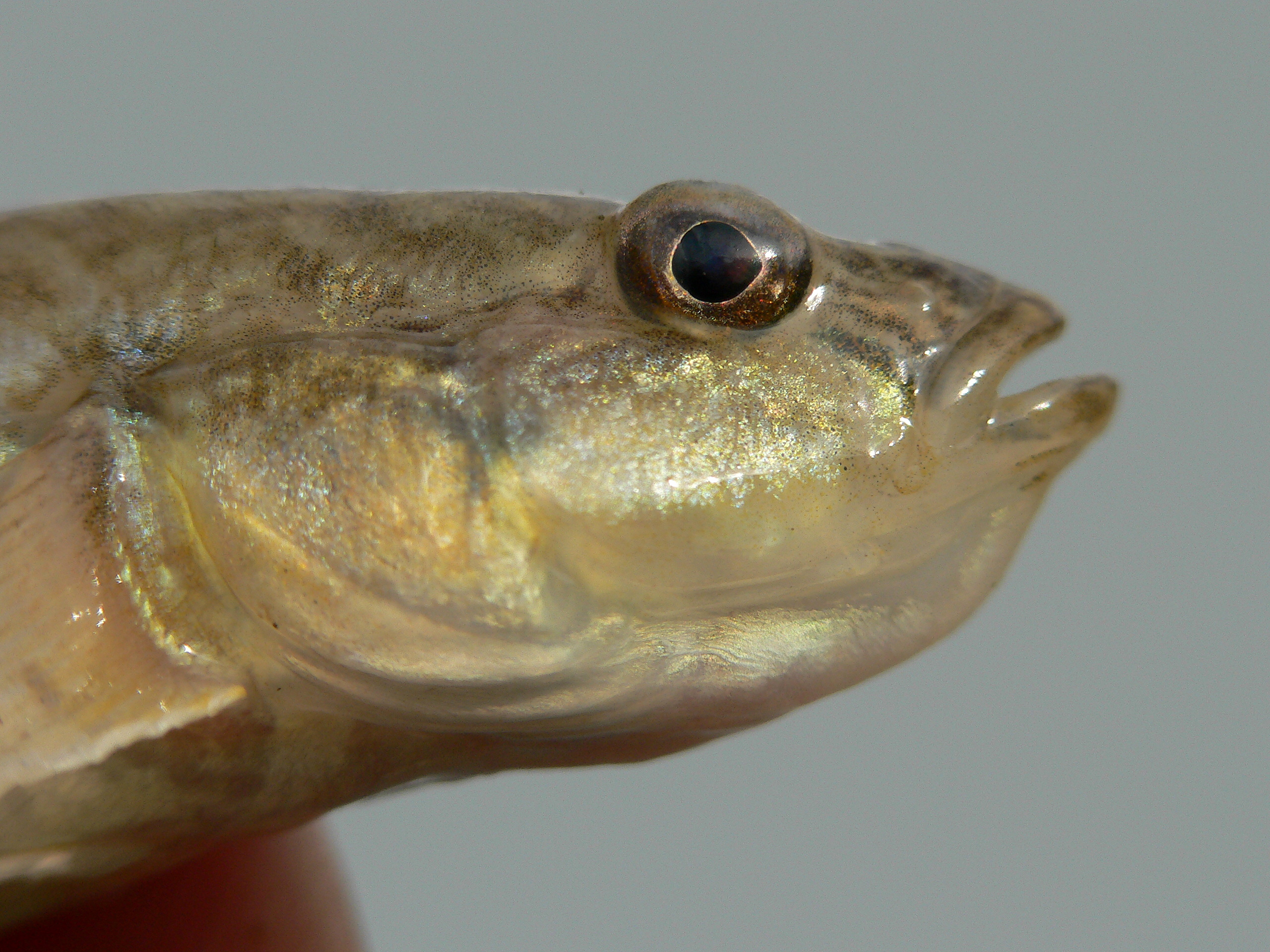
Portré

A folyami géb a Fekete-, az Azovi- és a Márvány-tenger sekély partmenti részein él, ahonnan messzire felúszik a nagy folyókba. A Balatonban 1970 óta tömeges. Azóta Magyarországon néhány tóban és folyószakaszon is kialakultak állományai. Mára a magyarországi felső Duna szakaszon tömegesen fordul elő. 1997-ben elérte a lengyelországi Visztula folyó középső szakaszát.
Az általa újonnan meghódított helyeken, inváziós fajnak bizonyult.

## Megjelenése
A hal testhossza 15-18 centiméter, legfeljebb 25 centiméter. 58-65 pikkelye van egy hosszanti sorban. Tarkója pikkelyezett; 26 pikkely található a fej és a hátúszó töve között. Első hátúszója tüskés sugarú.

## Életmódja
Mérsékelt övi gébféle, amely egyaránt megél az édes- és brakkvízben is. A 4-20 Celsius-fokos hőmérsékletet kedveli. Megtalálható a folyókban, ezek torkolatvidékén, valamint a tavakban, lagúnákban és patakokban is. A homokos és iszapos medreket választja élőhelyül. Tápláléka főként apró rákok, puhatestűek és kishalak, valamint a fenéken élő apró állati szervezetek.
Legfeljebb 5 évig él.

## Szaporodása

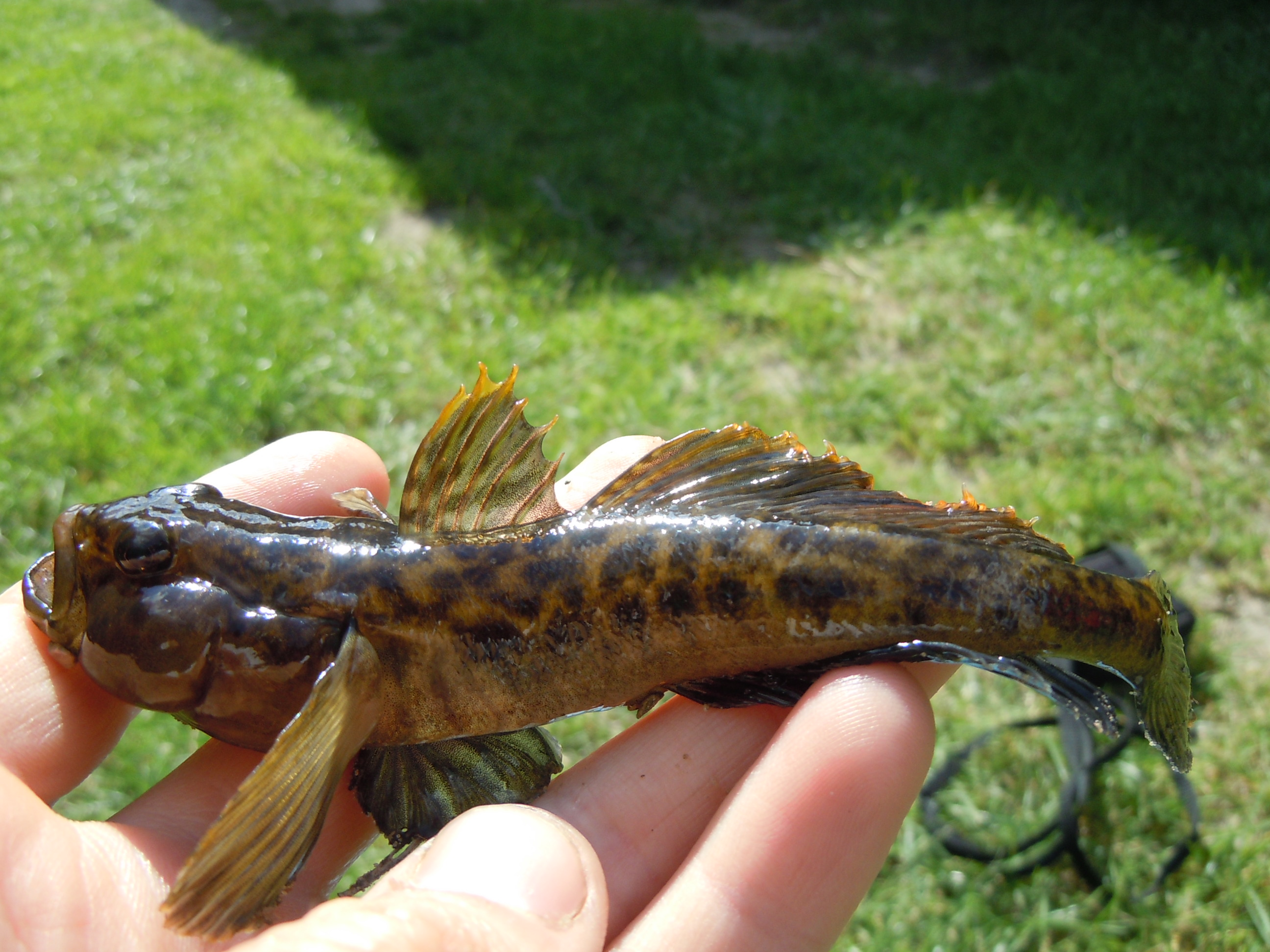
Hím nászruhában

Kétévesen válik ivaréretté. Az ívási időszak április–július között van, de helyenként, ha a hőmérséklet nem csökken 13 Celsius-fok alá, akár szeptemberig is eltarthat. Ebben az időszakban a nőstény több alkalommal is ívhat. A hím ekkortájt fekete színt ölt, úszói pedig sárga szélűek lesznek, továbbá és megnövekednek az állkapcsai, ami a területének védelmezését segíti. Az íváshoz a hím vájja ki, a törmelékben a fészket, aztán pedig őrzi és gondozza az ikrákat.